# Pinus radiata
Pinus radiata — вид хвойних рослин родини соснових.

## Поширення, екологія
Природний діапазон: Мексика – Баха-Каліфорнія, США – Каліфорнія. Субпопуляції існують на материковому узбережжі Каліфорнії (три) і на двох островах біля берегів Мексики (від двох до трьох); тільки одна з них є здоровою і регенерує добре. Натуралізований: Лесото; Південна Африка; Австралія; Нова Зеландія; Південна Америка (Аргентина, Чилі, Уругвай, Бразилія). Широко культивується. Вид посаджений в деяких лісових районах Середземноморського регіону.

## Опис
Вічнозелене дерево, яке досягає на своїй рідній території висоти до 40 м, в інших місцях ще вище. Кора з тріщинами і від темно-сірого до коричневого кольору. Довжиною 8–15 см голки стоять тісно в кластерах по 3; вони дуже тонкі й блискуче зелені. Характерним для виду є швидке зростання, так як він має діаметр стовбура більше 1 метра в 25–35 років. Яйцеподібні шишки 7–17 см в довжину з тупим кінчиком, згруповані попарно або по 3–5.

## Використання
Є великий інтерес для промисловості завдяки якості деревини та швидкого зростання, тому вирощування починає приносити прибуток протягом кількох років. Деревина використовується для різних цілей, серед яких виробництво целюлози і ДСП.

## Загрози та охорона
Загрози: вирубка, дикі кози, введений чужий патоген (спричинений Fusarium circinatum), конкуренція з боку інших дерев у відсутності періодичних пожеж.

## Галерея

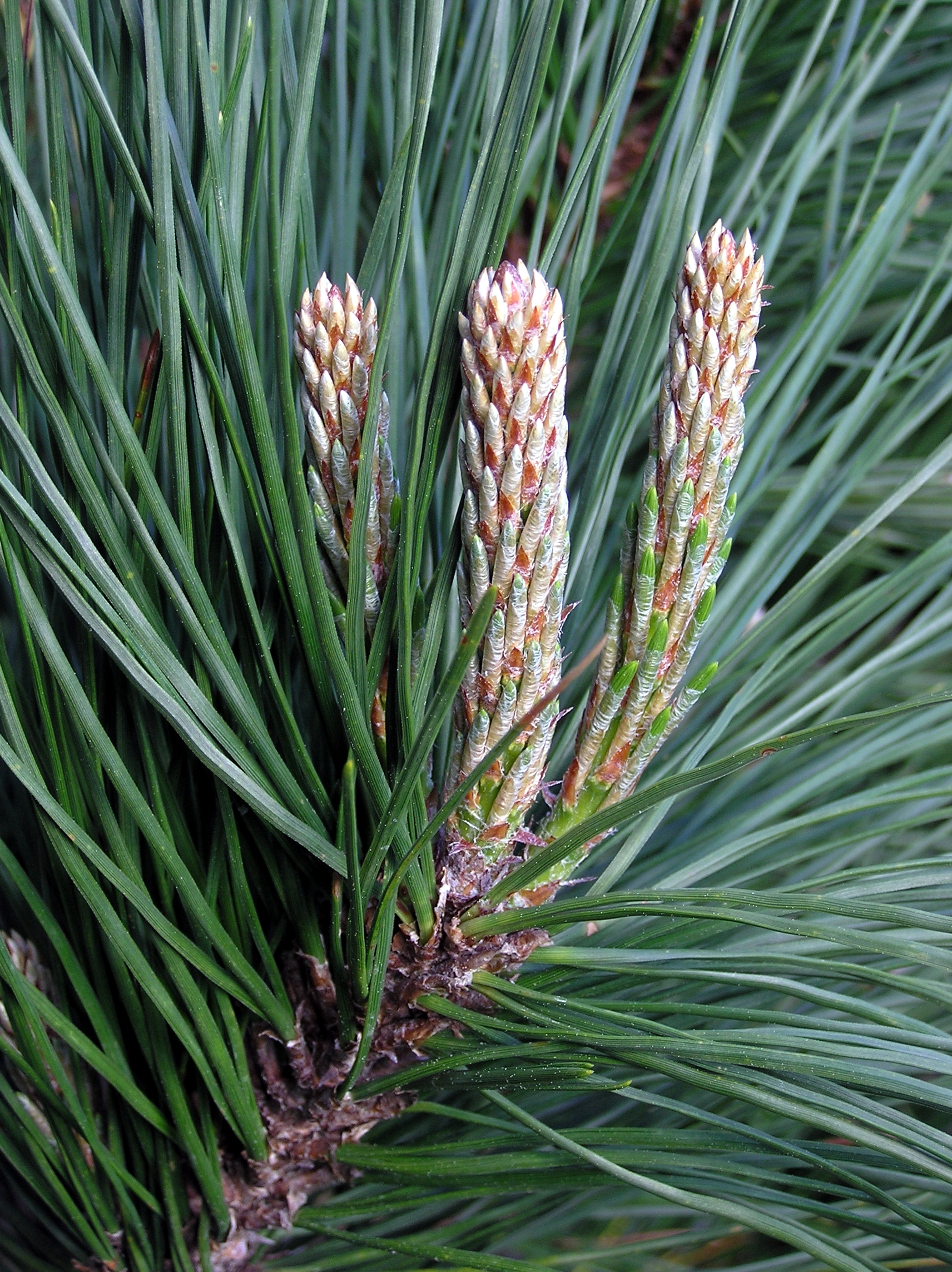
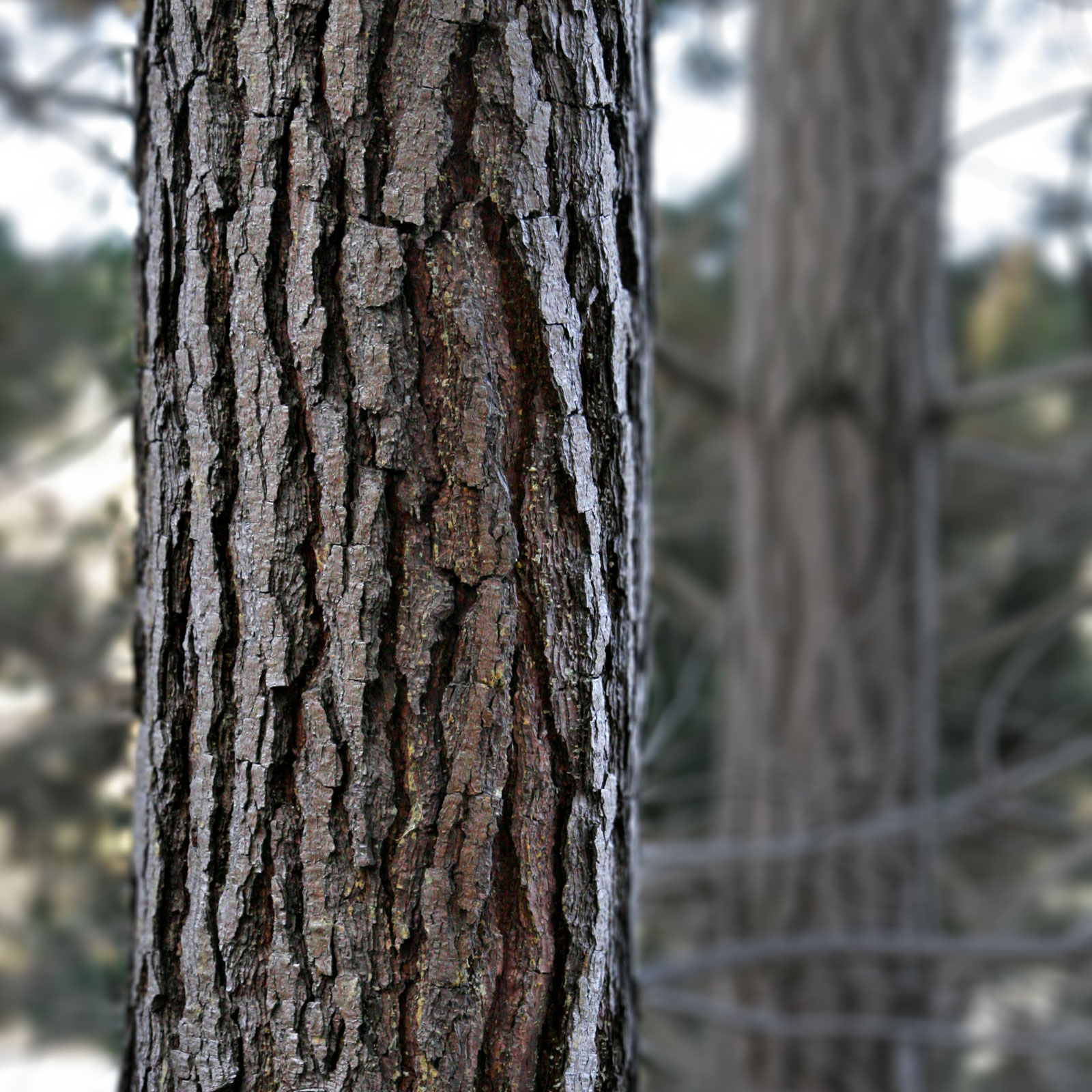
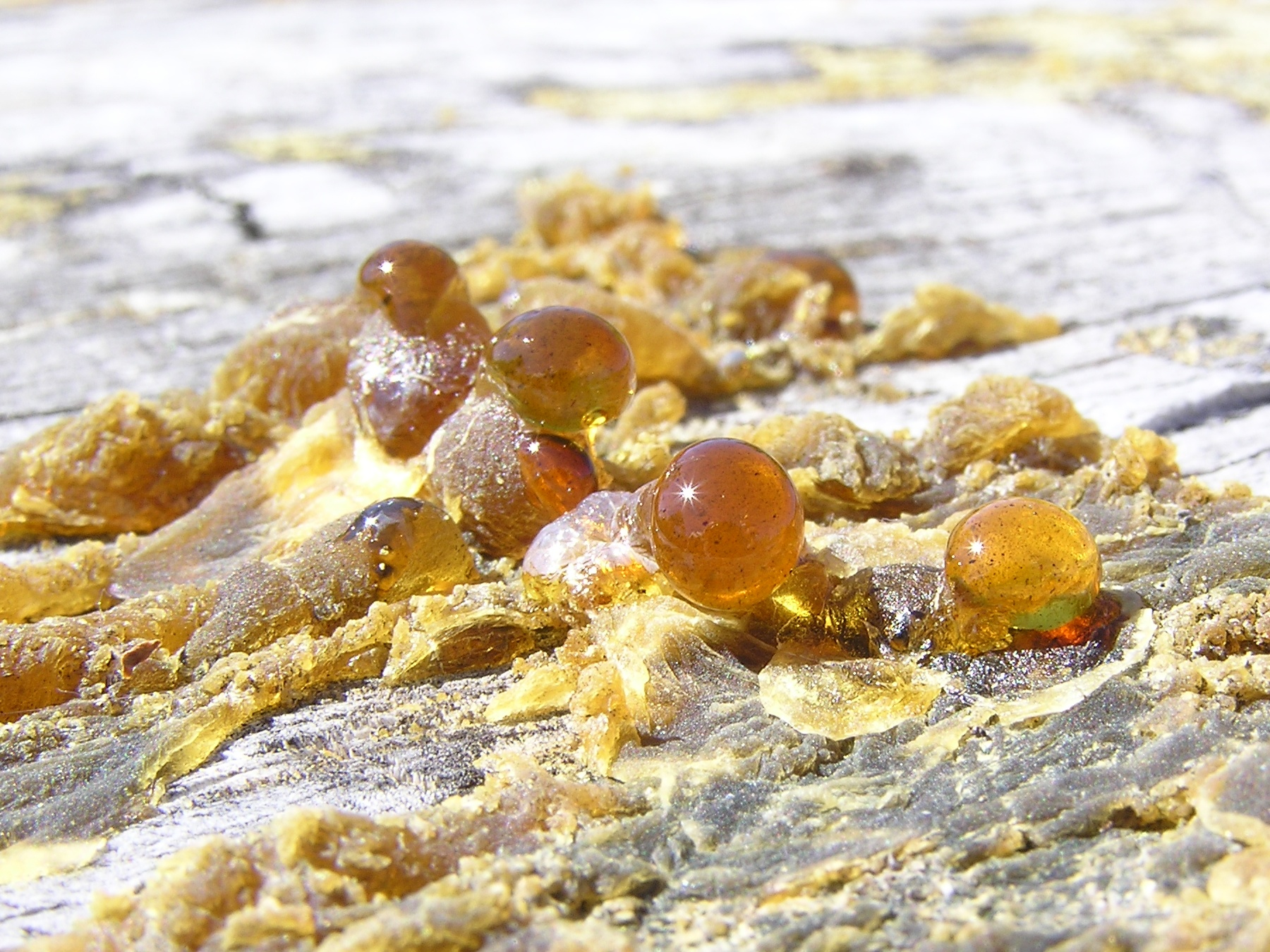
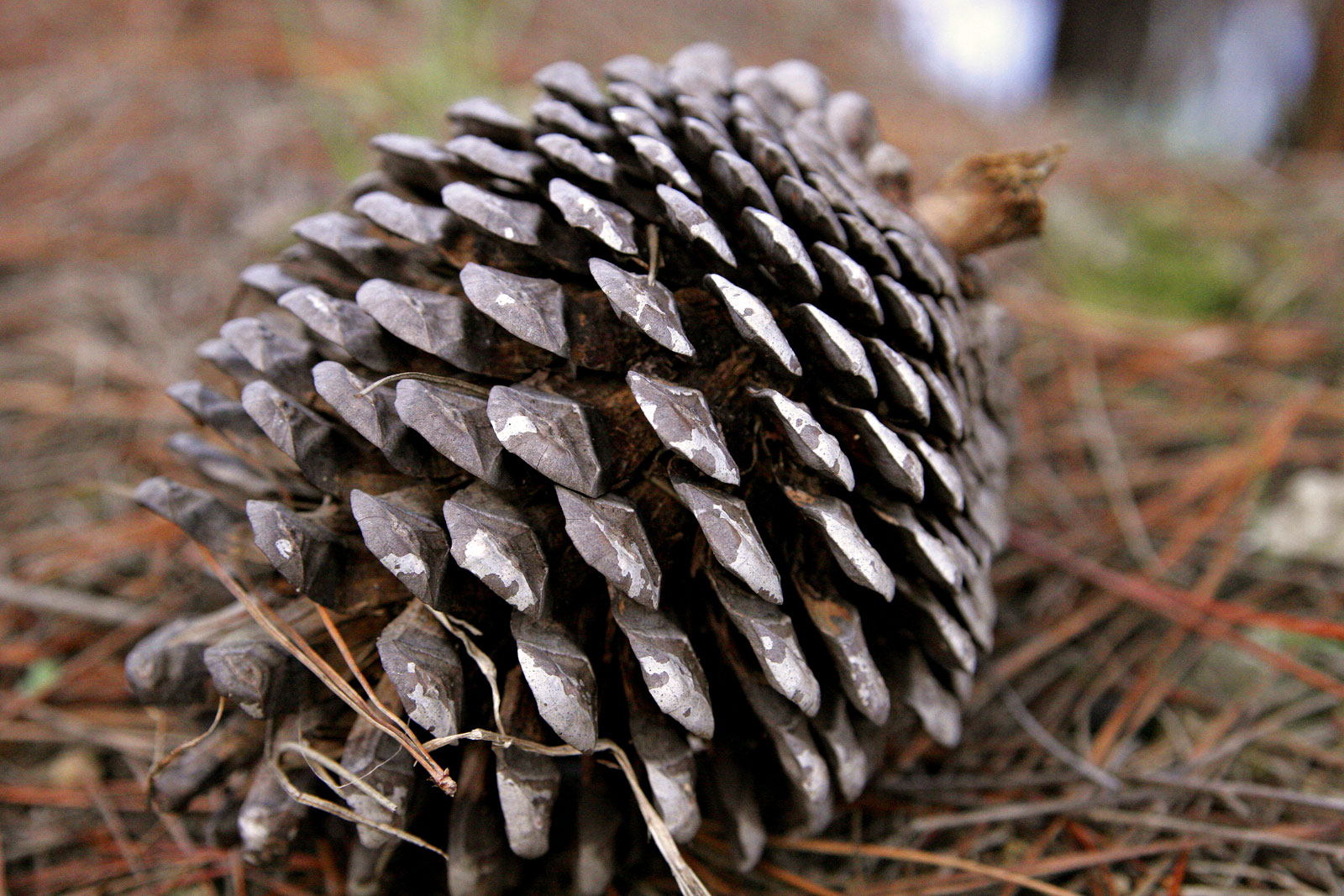